# Рудник Пангуна
Рудник Пангуна – гігантський гірничодобувний майданчик у Меланезії, в державі Папуа Нова Гвінея. На момент зупинки наприкінці 1980-х років був одним з найбільших (чи найбільшим) рудником світу.
Мідне зруднення на острові Бугенвіль в районі Пангуна виявили ще на початку 1930-х, після чого тут велись обмежені розробки, які перервало японське вторгнення в 1942 року. Подальша розвідка дозволила встановити наявність тут гігантського мідного родовища, будівництво на якому копальні почали в 1969 році. У 1972-му стартувала фаза видобутку.
Розробка велась відкритим способом із виїмкою руди та розкривних порід екскаваторами, механічними лопатами, одноковшовими навантажувачами з наступним транспортуванням 100 – 150-тонними самоскидами.
Руда надходила до збагачувальної фабрики, здатної приймати до 100 тисяч тонн на добу. Фабрика використовувала технологію флотації та випускала мідний концентрат з вмістом міді 29,2% (а також високим вмістом золота). Концентрат транспортували по пульпопроводу Пангуна – Анева-Бей до власного портового терміналу для експорту до Японії, Німеччини, Іспанії, Китаю та Південної Кореї.
У 1980-х роках на Бугенвілі виник повстанський рух і в 1989-му розробку Пангуна довелось перервати. На цей момент з початку робіт встигли вилучити 710 млн тонн руди, що містила біля 3 млн тонн міді, а також 306 тонн золота та 784 тонни срібла. 
Залишкові ресурси родовища оцінюються як вельми значні – 1,5 млрд тонн за категорією показані з серднім вмістом міді 0,3% (плюс 0,33 грама золота на тонну).
Проект ралізували через компанію Bougainville Copper Limited, головним учасником якої був гірничодобуваний гігант Rio Tinto.